# Ophiophycis
Ophiophycis is een geslacht van slangsterren uit de familie Ophiuridae.

## Soorten
- Ophiophycis gloriensis Guille & Vadon, 1986
- Ophiophycis gracilis Mortensen, 1933
- Ophiophycis guillei Vadon, 1991
- Ophiophycis johni McKnight, 2003
- Ophiophycis mirabilis Koehler, 1901
- Ophiophycis richardi McKnight, 2003